# Puerta del Vado
La puerta del Vado, realizada entre finales del siglo XI y comienzos del siglo XII, se localiza en el barrio de Antequeruela en la ciudad española de Toledo. Este barrio era conocido tras la reconquista de Toledo como arrabal de San Isidoro, zona de importante tradición alfarera.
Esta puerta, debido a su ubicación, en la salida natural de la vaguada que articula el mencionado barrio de la Antequeruela, y por ser el lugar donde se arrojaban desechos de los alfares cercanos, se fue paulatinamente cubriendo de materiales y sedimentos; así, a finales del siglo XV y comienzos del siglo XVI se producen en ella una serie de remodelaciones, como la elevación de su pavimento más de un metro por encima del original.
A pesar de las remodelaciones señaladas, a partir del siglo XVII la puerta del Vado fue cayendo en desuso; siendo definitivamente abandonada a finales de dicho siglo y quedando únicamente a la vista su parte superior.
En el siglo XIX, se pierde todo rastro de la puerta; si bien en el siglo XX  vuelve el interés por ella, a consecuencia de unas labores de limpieza llevadas a cabo dentro de un proyecto general de restauración de las murallas de Toledo, emprendido a finales de la década de 1990.

## Descripción
La puerta del Vado es muy similar, tanto en su tipología como en sus proporciones, a la puerta de Bisagra Vieja. La parte de la puerta que en la actualidad es visible desde la calle corresponde a su cuerpo superior. La fachada principal está realizada en mampostería encintada y tiene cuatro ventanas, con arcos de medio punto; en el lateral norte aparecen tres ventanas, y dos en el sur, donde también se observa un contrafuerte de fábrica de sillares.
La Puerta del Vado es de acceso recto, precedido por un pequeño pórtico, cobijado entre los dos arcos de la fachada principal y defendido por una buhedera abierta entre ambos. El arco exterior es de medio punto, fabricado en ladrillo; mientras el interior es de herradura enjarjado, realizado en gneis, si bien una de sus impostas es de arenisca. Este primer espacio comunica con tres tramos de planta rectangular, definidos por arcos de ladrillo con jambas de sillares de gneis, cubiertos con bóveda de medio cañón. Con respecto al suelo de la puerta, se ha de señalar que el mismo está realizado en dos momentos constructivos: uno, el de las reformas llevadas a cabo a finales del siglo XV, y otro, el correspondiente al suelo original, que se puede observar gracias a un sondeo realizado en el interior de la puerta.
El primer tramo de la puerta era el destinado a albergar las dos hojas que cierran la salida extramuros. El tramo central podría comunicar con un patio de armas, a través de un postigo que luego será inutilizado, en las reformas del siglo XV, con la construcción de un zócalo de mampostería. El último tramo, donde se situaban las hojas que cerraban el acceso intramuros, posee comunicación con el cuerpo superior de la puerta, mediante una escalera de piedra a la que se accede a través de un pequeño vano adintelado. Entre estos dos últimos tramos existe una ranura vertical, flanqueada por sendos arcos de medio punto, que sirvió para alojar un rastrillo.
El interior del cuerpo superior de la puerta se divide, a su vez, en tres niveles: el más bajo, que tiene una pequeña habitación compuesta por bóveda de medio cañón; este nivel tiene además un segundo espacio, delimitado por una gran bóveda baída, donde se localizan la ranura del rastrillo y el acceso tanto a la escalera que comunica los cuerpos inferior y superior, como a una segunda escalera, hoy desaparecida, que comunicaría con la línea de almenas. El nivel intermedio, que cuenta con bóvedas baídas y con ventanas, al exterior, con arcos de medio punto de ladrillo. Y el propiamente superior, de almenas, hoy bastante alterado.